# گیلکی گالشی
گیلکی گالشی یا گویش گالشی یا دیلمی   نام گویشی از زبان گیلکی است. این گویش در مناطق کوهپایه‌ای و کوهستانی جنوب و جنوب شرقی گیلان شامل نواحی رودبار، رستم‌آباد، سیاهکل و دیلمان، املش، رحیم آباد، اشکورات و همچنین در غرب مازندران مانند رامسر و تنکابن تکلم می‌گردد.
ایوب رسایی گالشی را به عنوان لهجه‌ای از گویش بیه‌پیش در نظر می‌گیرد و گیلکی شرقی را شامل گویش‌های لاهیجان، رودسر، گالش و تنکابن و گیلکی غربی را شامل گویش‌های رشت، فومن و رودبار می‌داند.
محمود پاینده لنگرودی از گالشی با عنوان گویش کوه‌نشینان یاد می‌کند و نام دیگر آن‌ را دیلمی ذکر می‌کند.
گالش‌ها در مناطق کوهستانی البرز در منطقه شرق گیلان و غرب مازندران به زبان گیلکی با گویش گالشی صحبت می‌کنند. گالش‌ها به این دلیل که در مناطق دوردست زندگی می‌کردند و به طور کلی مراودات کمتری با مردمان جلگه و سکونتگاه‌های انسانی داشتند، گویش‌شان دست‌نخورده مانده است. بنابراین گیلکی گالشی نسبت به گیلکی مناطق شهری از اصالت بیشتری برخوردار است. با این حال زبان گیلکی گالش‌ها با زبان مردم مناطق شرق گیلان و غرب مازندران به جز لاهیجان، قرابت زیادی دارد.

## گالش
گالِش‌ها یک گروه شغلی باقی مانده از عصر کوچ نشینی و رمه گردانی کهن هستند. گالش‌ها در رشته کوه البرز از کوهستان‌های شرق و جنوب استان گیلان، سراسر استان مازندران و قسمت غرب استان گلستان، الموت قزوین و طالقان در استان البرز زندگی می‌کنند.
در شرق مازندران گالش فقط به کسی گفته می‌شود که گاوداری می‌کند و به گوسفنددار کُرد گفته می‌شود. در ارتفاعات کوه درفک گیلان به گاوداران گالش و به گوسفندداران چوپان گفته می‌شود. امروزه نگاه احساسی و قبیله‌ای سبب شده که در برخی منابع غیرعلمی و غیرمعتبر، گالش‌ها را به عنوان یک گروه قومی معرفی کنند که امری غیرعلمی و دور از ذهن است.
گالش‌ها حداقل در رشته‌کوه البرز و گیلان گروه قومی جداگانه‌ای نیستند. ایشان گروه‌های معیشتی هستند که به کار تخصصی خود می‌پردازند.

جای انکار نیست که در نواحی کوهستانی جنوب شرقی گیلان، اینان از لحاظ گویش، نوع زندگی، نوع سکونتگاه، واحد‌های اندازه‌گیری و مانند آن‌ها از همسایگان گیلک خود متمایزند، اما با این همه جزئی از گیلک‌ها به شمار می‌آیند.
به گفته حسین احمدی گالش‌ها به احتمال قوی همان کادوسیان هستند که پیش از آریایی‌ها در این منطقه می‌زیستند و زبان ایشان به زبان پارتی نزدیک است. بر اساس دانشنامه ایرانیکا و پروفسور رادیگر اشمیت کادوسیان جزو اقوام ایرانی بودند. هم تفاوت‌های گویش و هم ویژگی‌های فرهنگی-اجتماعی، گیلک‌ها را به سه دسته تقسیم می‌کند: گیلک‌های رشتی و لاهیجانی، به ترتیب در بخش غربی و شرقی دشت، تفاوت‌های جزئی نشان می‌دهند، اما گیلک‌های گالش یا دیلمی در جنوب غربی کوه‌ها زبان کاملاً متفاوتی دارند و همچنین شیوه زندگی آنان در تقابل با شالیکاران گیلک در دشت است.

## دستور زبان

### ضمایر
در گویش گالشی ضمیر سه حالت دارد: فاعلی، مفعولی و ملکی.
| شناسه         | ۱ مفرد | ۲ مفرد | ۳ مفرد | ۱ جمع  | ۲ جمع   | ۳ جمع    |
| ------------- | ------ | ------ | ------ | ------ | ------- | -------- |
| فاعلی، گالشی  | mo     | to     | on     | amә    | šәmә    | išan     |
| مفعولی، گالشی | mәrә   | tәrә   | onә    | amәrә  | šәmәrә  | ošanә    |
| ملکی، گالشی   | mi ši  | ti ši  | onә ši | ami ši | šimi ši | ošanә ši |